# Dasyhelea montana
Dasyhelea montana är en tvåvingeart som beskrevs av Yu och Ma 1998. Dasyhelea montana ingår i släktet Dasyhelea och familjen svidknott. Inga underarter finns listade i Catalogue of Life.